# Sphinx canadensis
Espèce
Sphinx canadensis, communément appelé le Sphinx du Canada, est une espèce nord-américaine de lépidoptères (papillons) de la famille des Sphingidae.

## Description

### Papillon
L'imago a une longueur de l'aile antérieure (LAA) de 33 à 43 millimètres. Cette espèce est difficile à déterminer, car le motif des ailes antérieures est très peu contrasté. Les papillons sont gris avec un peu de brun clair. Leurs motifs sont similaires à ceux de plusieurs autres espèces du genre Sphinx. On trouve à partir de l'apex des ailes antérieures une série de courtes lignes noires entre les nervures, qui traversent la région médiane en diagonale. Comme chez les autres espèces du genre, les deux lignes noires proches de l'apex sont surmontées d'une bande blanche. Il est cependant caractéristique de l'espèce que les autres lignes diagonales noires se terminent par une ligne blanche pâle mais clairement reconnaissable près du bord externe de l'aile. Chez certains individus, cette ligne blanche se prolonge au-dessous des lignes noires. La variabilité est faible : seule la part de brun dans la couleur de fond varie significativement. Le dessus des ailes postérieures est noir avec des bandes blanches.
L'espèce diffère de Sphinx poecila (de) par la proportion plus élevée de brun dans sa coloration, et par son absence de taches discales blanches. Elle est aussi souvent confondue avec Lintneria eremitus, mais ce dernier a des taches discales blanches.

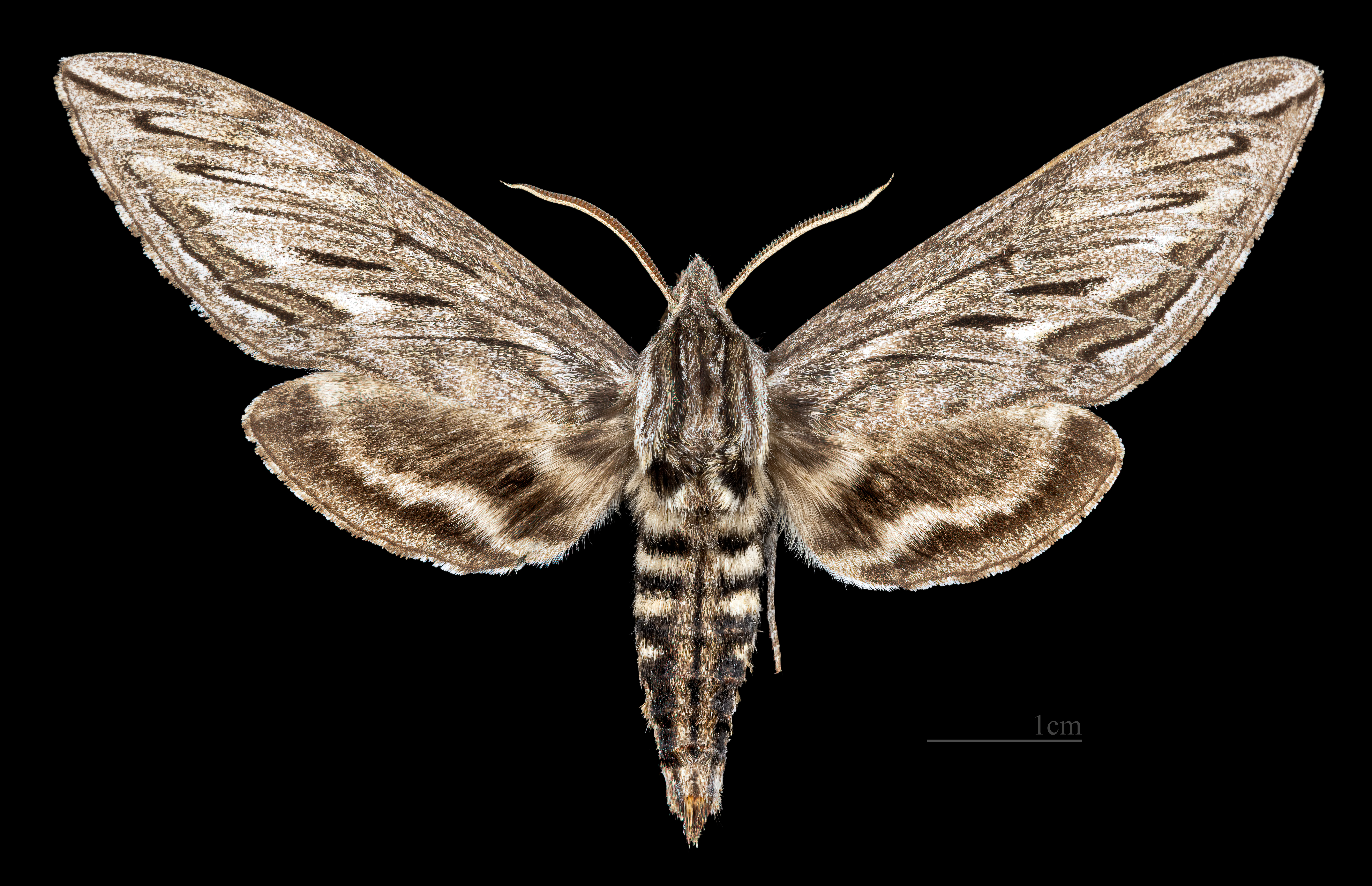
Avers du mâle Coll.MHNT
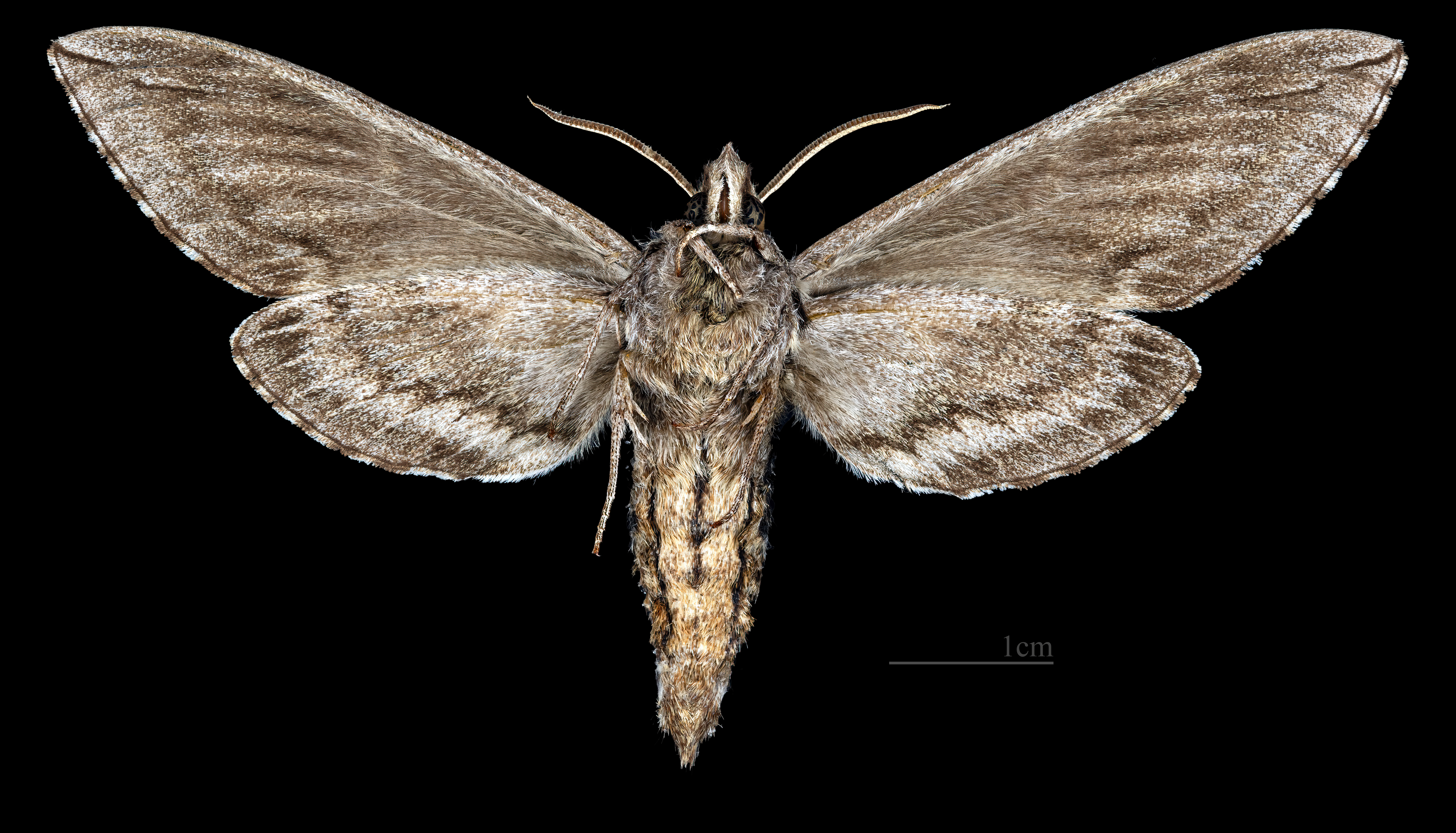
Revers du mâle Coll.MHNT

### Chenille
Les chenilles ont une coloration variable. Il existe des formes qui ont sept paires de bandes latérales nettes, blanches et obliques, et dont les taches latérales brunes sont réduites. Dans d'autres formes, les bandes latérales sont vert jaunâtre et peu marquées, tandis que les taches latérales brunes dominent.

### Chrysalide
La chrysalide est presque noire et a une surface légèrement rugueuse. La gaine de la trompe, très courte, est exposée et n'est que légèrement incurvée par rapport au corps, comme chez Sphinx sequoiae. Le crémaster est large à sa base et s'effile rapidement en une double pointe.

## Répartition et habitat
L'espèce occupe une grande partie du Nord de l'Amérique du Nord. Elle se rencontre principalement en Nouvelle-Angleterre et autour des Grands Lacs, mais elle y est peu commune. Autour des Grands Lacs, l'espèce est présente dans le Michigan et le Wisconsin, et à l'ouest jusqu'au Minnesota. Dans le Nord-Ouest des États-Unis, elle est recensée dans les états du Maine et de New York, et plus au sud jusqu'au Nord-Est de la Pennsylvanie. Il existe également des données du Sud de l'Indiana et du Nord du Kentucky le long de l'Ohio, et d'autres données isolées dans le Tennessee, dans l'Illinois le long du Mississippi, ainsi que dans le Sud-Ouest du Missouri, l'Arkansas et le Nebraska. L'espèce est également présente dans le Nord-Est de l'Alabama. Au Canada, l'espèce a été trouvée en Nouvelle-Écosse, au Nouveau-Brunswick, dans le Sud du Québec, dans une grande partie de l'Ontario et dans le Sud-Est du Manitoba.
Sphinx canadensis réside dans les sous-bois de forêts denses de feuillus à proximité des zones humides.

## Écologie et comportement
Dans le Nord de leur aire de répartition, les imagos volent au milieu de l'été. La plupart des données datent de fin juin au début août. Sur la base de la période de vol, on pourrait supposer que deux générations se produisent chaque année, mais cela n'est probablement dû qu'aux retards liés aux conditions météorologiques au sein de la même génération. En Arkansas, les papillons volent de mai à mi-septembre, probablement en deux générations.
Les femelles pondent leurs œufs un par un au revers des feuilles des plantes hôtes. Les chenilles vivent en solitaire et reposent au revers des feuilles, sur la nervure médiane. En captivité, les chenilles se développent très rapidement et arrivent à maturité en seulement trois semaines. En raison de leur couleur, les chenilles sont parfaitement camouflées sur les feuilles de Frêne noir qui sont fanées sur les bords à la fin de l'été. C'est probablement la raison pour laquelle l'espèce est présente si tard dans l'année malgré sa distribution très nordique. Néanmoins, la mortalité des chenilles due aux parasitoïdes est extrêmement élevée. 80 à 90% des chenilles sont tuées par des tachinaires. En captivité, la nymphose a lieu sous terre dans une chambre peu profonde, et dans la nature, elle est également documentée dans des touffes de mousse en croissance.
Les imagos sont attirés par les sources lumineuses, mais ils peuvent également être observés au crépuscule butinant des fleurs de saponaire officinale et d'œnothères.
Les chenilles n'ont jusqu'à présent été trouvées que sur le Frêne noir (Fraxinus nigra), qui pousse au bord des marécages. On supposait auparavant que l'espèce consommait Vaccinium angustifolium et le Frêne blanc (Fraxinus americana), mais en réalité, l'espèce n'a pas été observée sur ces plantes, qui ne sont pas non acceptées non plus en élevage. Les Phlox et la saponaire officinale sont les sources de nectar préférées.